# Гаррі Брірлі
Га́ррі Брі́рлі (англ. Harry Brearley; 18 лютого 1871 — 14 липня 1948) — британський металург, котрий у багатьох англомовних країнах вважається винахідником неіржавної сталі, тоді як у Німеччині компанія Friedrich Krupp AG зареєструвала патент на неіржавну аустенітну хромонікелеву сталь типу 18-8 (18 % NI, 8 % Cr) роком раніше.  

## Життєпис
Гаррі Брірлі народився 18 лютого 1871 року у Шеффілді (Англія) в сім'ї сталевара Джона Брірлі та його дружини Джейн Брірлі, до шлюбу Сеніор. До 12 років навчався у школі Вудсайд, після чого пішов на завод, де працював його батько робітником. Згодом отримав посаду асистента у хімічній лабораторії компанії.
23 жовтня 1895 року одружився з Гелен Терезою Кренк (англ. Helen Theresa Crank, 1874—1955). Протягом декількох років, окрім роботи в лабораторії, навчався вдома, а потім у вечірніх класах, спеціалізуючись на методах виробництва сталі та пов'язаних з ними методах хімічного аналізу.
У віці тридцяти років Брірлі уже заслужив репутацію досвідченого професіонала, умільця у вирішенні практичних проблем промислової металургії. У 1908 році, коли дві з основних сталеплавильних компаній Шеффілда домовилися про спільне фінансування загальної дослідницької лабораторії (лабораторії Брауна Ферта), Гаррі Брірлі запропонували очолити проект. У 1913 році він отримав неіржавну сталь на основі сплаву заліза, вуглецю і хрому.
З лабораторії Брауна Ферта Брірлі перейшов на роботу на сталеплавильний завод Brown Bayley Steels, що також знаходився у Шеффілді. У 1925 році він стає директором цього заводу.
У 1941 році Брірлі створив благодійний фонд The Freshgate Trust Foundation, що діяв у Шеффілді та Південному Йоркширі. Фонд надавав людям, народженим, подібно до Брірлі, у скромних достатках, кошти для подорожей, освіти, мистецтва та музики. В даний час фонд продовжує роботу як благодійна організація Південного Йоркшира.
Брірлі помер 14 липня 1948 року у Торкі, прибережному курортному містечку в графстві Девон, на південному заході Англії. Його тіло було кремоване в Еффорді, недалеко від Плімута, 16 липня 1948, а прах був розвіяний в Меморіальному саду крематорію.

## Винайдення неіржавної сталі
У роки, що передували першій світовій війні, виробництво зброї у Великій Британії значно зросло, але виникли практичні проблеми пов'язані з надмірним зношування внутрішніх поверхонь стволів зброї. Брірлі почав дослідження нових сталей, які могли б краще протистояти зношуванню (а не корозії, як часто згадується у зв'язку з цим), за високих температур. Він почав досліди з додаванням хрому до сталі, оскільки було відомо, що цей метал підвищує температуру плавлення такого сплаву у порівнянні зі звичайними вуглецевими сталями.
Конкретною метою досліджень було визначення ефекту від зміни вмісту вуглецю (в околі 0,2 % за масою) і хрому (в діапазоні від 6 до 15 % за масою).

### Випадкове відкриття

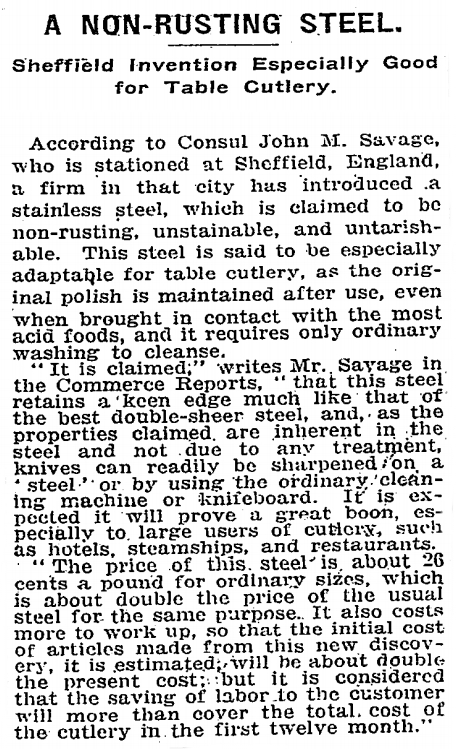
Замітка про створення неіржавної сталі в газеті Нью-Йорк таймс у 1915 році

Щоб провести металографічний аналіз для вивчення мікроструктури експериментальних сплавів (основного фактора, відповідального за механічні властивості сталі), необхідно було полірувати і протравити отримані металеві зразки. Для звичайної вуглецевої сталі було достатньо розбавленого розчину азотної кислоти у спирті, але Брірлі встановив, що отримані хромисті сталі виявилися дуже стійкими до хімічного впливу.

### Розроблення та використання неіржавних сталей
Ймовірно, те, що Гаррі Брірлі народився і жив у Шеффілді, відомому виробництвом столових приборів з XVI століття, дозволило йому оцінити потенціал хромистих сталей не лише для роботи в умовах високих температур, що було початковою метою, але й для масового виробництва столових приборів, каструль та харчового технологічного обладнання. До цього ножі з вуглецевої сталі іржавіли, що було негігієнічно, а замінниками могли служити лише дорогі столові прибори зі стерлінгового срібла або посрібленого нейзильберу. Взявши це до уваги, Брірлі розширив свої досліди, щоб перевірити дію на отриману сталь харчових кислот, таких як оцет і лимонний сік. Результати виявилися багатообіцяючими.
За деякими даними, першою по-справжньому неіржавною сталлю був сплав із вмістом 0,24 % за масою вуглецю і 12,8 % за масою хрому. Брірлі отримав його в електричній печі 13 серпня 1913 року. За це досягнення у 1920 році його було нагороджено золотою медаллю Бессемера. ASM International вказує дату 20 серпня 1913 року, коли Брірлі отримав виливок під номером 1008 (12,8 % хрому, 0,44 % марганцю, 0,2 % кремнію, 0,24 % вуглецю і 85,32 % заліза).
Практично усі дослідження неіржавних сталей були перервані Першою світовою війною, але у 1920-х роках дослідження були відновлені. Брірлі покинув Лабораторію Брауна Ферта ще у 1915 році через суперечку стосовно патентних прав, але дослідження були продовжені під керівництвом його наступника, доктора Вільяма Гатфілда. Саме Гатфілду приписують розробку у 1924 році неіржавної сталі, яка стала найпоширенішим сплавом цього типу, так званої сталі 18/8 (аналог — 08Х18Н8), яка крім хрому (18 % за масою) містить у своєму складі нікель (8 % за масою). У Німеччині вважається, що уперше неіржавну сталь з таким складом було створено і запатентовано інженерами компанії Friedrich Krupp AG Штраусом і Мауером (Strauss und Mauer) ще у 1912 році.

## Вшанування пам'яті

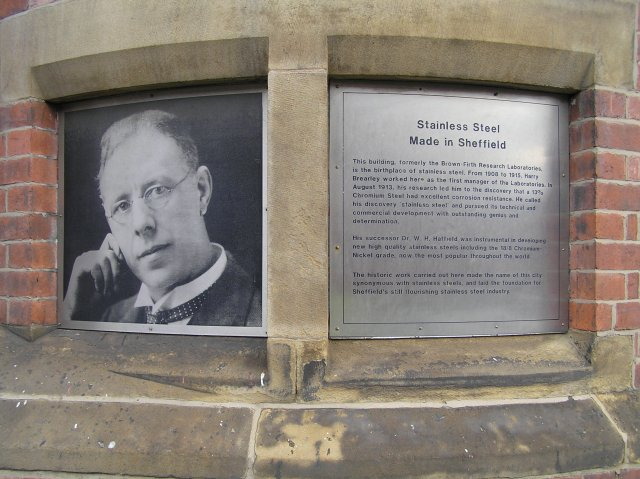
Портрет і меморіальна таблиця на будівлі колишньої Лабораторії Брауна Ферта у Шеффілді

До століття від дня створення неіржавної сталі, на вулиці Говарда у Шеффілді художницею Сарою Єйтс (Faunagraphic) було створено 13-метрову настінну композицію.
Портрет і пам'ятна табличка встановлені на будівлі колишньої Лабораторії Брауна Ферта.